# SVアウストリア・ザルツブルク
シュポルトファーアイン・アウストリア・ザルツブルク（ドイツ語: Sportverein Austria Salzburg）は、オーストリアのザルツブルクをホームタウンとするサッカークラブである。2023-24シーズンはレギオナルリーガ（3部）に所属。

## 概要
オーストリア・ブンデスリーガに所属するレッドブル・ザルツブルクは、2005年にレッドブルなどを取り扱うオーストリアの飲料メーカーのレッドブル (企業)（以下「レッドブル社」）によって買収されるまで「SVアウストリア・ザルツブルク」という名称であった。
当初はレッドブル社の大々的な金銭的サポートを得てクラブが国際レベルまで発展するだろう、との期待でレッドブル社によるSVアウストリア・ザルツブルクの買収は歓迎された。
しかし、レッドブル社がクラブの伝統を尊重せず、クラブ名、クラブカラー、経営陣、スタッフ等を一新、「完全に新しいクラブが誕生した」と宣言。公式にはクラブカラーは従来の紫と白であると記載されているが、新しいエンブレムには紫は一切使用されず、ユニフォームもレッドブル社が指定した白と赤を基調としたものに変更された。
こうしたクラブの大きな変化に一部のサポーターが「クラブの伝統を優先するべきだ」と抗議の声を上げ、クラブの伝統を取り戻すための運動を開始した。
しかし、5ヶ月間に及ぶ抗議とクラブを買収した経営陣との交渉によっても妥協点は見つからず、「伝統を守るサポーター」は2005年9月15日に抗議活動の終焉を宣言、「古いクラブの道徳的な後継クラブ」として新しくSVアウストリア・ザルツブルクが設立された。
新しく設立されたSVアウストリア・ザルツブルクは2. クラッセ（7部）からスタートし、2006-07シーズンは7部で優勝、2007-08シーズンは1. クラッセ（6部）で優勝、2008-09シーズンは2. ランデスリーガ（5部）で優勝、2009-10シーズンは1. ランデスリーガ（4部）で優勝した。その後レギオナルリーガ（3部）において、2013-14及び2014-15シーズンで優勝した。

## タイトル

### 国内タイトル
- レギオナルリーガ西部：2回
  - 2013-14, 2014-15
- 1. ランデスリーガ：1回
  - 2009-10
- 2. ランデスリーガ：1回
  - 2008-09
- 1. クラッセ北部：1回
  - 2007-08
- 2. クラッセ北部A：1回
  - 2006-07

### 国際タイトル
なし

## 過去の成績
| シーズン | リーグ                         | 試合数 | 勝 | 分 | 敗 | 得点 | 失点 | 得失点 | 勝ち点 | 順位 |
| -------- | ------------------------------ | ------ | -- | -- | -- | ---- | ---- | ------ | ------ | ---- |
| 2006-07  | 2. クラッセ北部A               | 26     | 24 | 1  | 1  | 109  | 8    | +101   | 73     | 1位  |
| 2007-08  | 1. クラッセ北部                | 26     | 25 | 0  | 1  | 94   | 10   | +84    | 75     | 1位  |
| 2008-09  | 2. ランデスリーガ北部          | 26     | 21 | 4  | 1  | 90   | 28   | +62    | 67     | 1位  |
| 2009-10  | 1. ランデスリーガ              | 26     | 19 | 3  | 4  | 68   | 24   | +44    | 60     | 1位  |
| 2010-11  | レギオナルリーガ西部           | 30     | 15 | 9  | 6  | 61   | 37   | +24    | 54     | 5位  |
| 2011-12  | レギオナルリーガ西部           | 30     | 12 | 4  | 14 | 54   | 54   | 0      | 40     | 8位  |
| 2012-13  | レギオナルリーガ西部           | 30     | 21 | 5  | 4  | 77   | 21   | +56    | 68     | 2位  |
| 2013-14  | レギオナルリーガ西部           | 30     | 25 | 4  | 1  | 96   | 15   | +81    | 79     | 1位  |
| 2014-15  | レギオナルリーガ西部           | 30     | 23 | 4  | 3  | 71   | 23   | +48    | 73     | 1位  |
| 2015-16  | エアステ・リーガ               | 36     | 7  | 11 | 18 | 45   | 73   | −28    | 26     | 9位  |
| 2016-17  | レギオナルリーガ西部           | 30     | 4  | 11 | 15 | 43   | 62   | −19    | 23     | 15位 |
| 2017-18  | ザルツブルガー・リーガ         | 30     | 11 | 8  | 11 | 57   | 50   | 7      | 41     | 7位  |
| 2018-19  | ザルツブルガー・リーガ         | 30     | 21 | 7  | 2  | 92   | 31   | 61     | 70     | 2位  |
| 2019-20  | レギオナルリーガ・ザルツブルク | 18     | 5  | 3  | 10 | 27   | 31   | -4     | 18     | 8位  |
| 2020-21  | レギオナルリーガ・ザルツブルク | 14     | 9  | 1  | 4  | 21   | 15   | +6     | 28     | 2位  |
| 2021-22  | レギオナルリーガ・ザルツブルク | 18     | 12 | 2  | 4  | 40   | 17   | +23    | 38     | 2位  |
| 2022-23  | レギオナルリーガ・ザルツブルク | 30     | 19 | 7  | 4  | 68   | 35   | +33    | 64     | 3位  |